# 横带鹦嘴鱼
横带鹦嘴鱼（学名：Scarus scaber）为輻鰭魚綱鱸形目隆頭魚亞目鹦嘴鱼科鹦嘴鱼属的鱼类。分布于印度洋中部岛屿至太平洋萨摩亚群岛、北达日本琉球群岛以及南海诸岛等，属于珊瑚礁鱼类，棲息深度1-20公尺，體長可達37公分。其常生活于礁盘或礁边缘，可做為食用魚。
它体长可达37公分，在1-20公尺深之海域生活。